# Smidsschorrepolder
De Smidsschorrepolder is een polder ten zuidoosten van Sluiskil, behorende tot de Polders in de vaarwegen naar Axel en Gent, in de Nederlandse provincie Zeeland. 
De polder kwam tot stand in 1825. Toen werd het Zijkanaal C gegraven, teneinde de vaart van Axel naar het Kanaal Gent-Terneuzen mogelijk te maken, en ten zuiden daarvan werd 233 ha schor ingepolderd. Wel werd nog een afwateringsgeul opengelaten naar de Zwartenhoekse zeesluis. Deze geul werd in 1845 eveneens afgedamd, waarbij de Emmapolder ontstond.